# Дорохово (Бежецкий район)
До́рохово — посёлок в Бежецком районе Тверской области. Входит в состав Филиппковского сельского поселения.
Находится в 4 километрах к югу от районного центра Бежецк, на левом берегу реки Мологи.
Жилой посёлок военного аэродрома Дорохово, где базировался 611-й истребительный авиаполк, расформированный в 2009 году.
В посёлке десяток многоквартирных домов, школа, детсад.

## Население
| 2008 | 2010 |
| ---- | ---- |
| 1457 | ↘831 |